# Revolutionära statspartiet
Revolutionära statspartiet (swahili: Chama Cha Mapinduzi (CCM)) är ett politiskt parti i Tanzania.
Det styrde landet som en enparti-stat fram till 1992 då fler partier tilläts och 1995 då de första flerpartivalen hölls.
Dess kandidat Benjamin Mkapa var Tanzanias president mellan år 1995 och 2005 och efterträddes den 21 december 2005 av Jakaya Kikwete.
I det senaste valet 2005 fick partiet 70% av rösterna och har därigenom en majoritet med 206 av 275 platser i Tanzanias parlament.